# Tempei Nakamura
Tempei Nakamura (jap. 中村天平 Nakamura Tempei; ur. 19 lipca 1980 w Kobe) – japoński pianista i kompozytor.

## Życiorys
W wieku 5 lat zaczął uczyć się gry na fortepianie. Gdy miał 14 lat, jego rodzinne miasto Kobe poważnie ucierpiało w wyniku trzęsienia ziemi. Jego rodzinny dom został całkowicie zniszczony. 14-letni wówczas Nakamura porzucił szkołę i zaczął zarabiać na życie jako pracownik fizyczny. Trzy lata później postanowił powrócić do muzyki. W wieku 17 lat rozpoczął naukę na akademii muzycznej, a później studia na Osaka University of Arts w klasie fortepianu, który ukończył z najlepszymi ocenami w 2004 roku. Do tej pory wydał dwa albumy Tempeizm w 2008 r. i Tsubasa w listopadzie 2009, wydany przez EMI Japan, które przyniosły mu międzynarodową popularność. Koncertował w najbardziej znanych salach koncertowych świata, ale także na ulicach wielkich miast. Obecnie mieszka w Nowym Jorku i Tokio.
Inspiruje się wieloma gatunkami muzycznymi od klasyki po jazz.

## Dyskografia
- Tempeizm (2008)
- Tsubasa (2009)